# Prunus speciosa
Espèce
Classification phylogénétique
Prunus speciosa est une espèce de plantes à fleurs de la famille des Rosaceae. C'est un cerisier à fleurs japonais natif de la Péninsule d'Izu et de l'île Izu Ōshima. Au Japon, il est appelé Cerisier d'Ōshima (オオシマザクラ, Oshima-zakura). Il est parfois nommé, notamment au Japon, Prunus lannesiana var. speciosa.
C'est l'un des parents de l'hybride Prunus ×yedoensis.

## Description
C'est un arbuste ou un petit arbre de 4 à 12 mètres de haut.
Les fleurs abondantes sont blanches et à cinq pétales. La floraison est printanière.
Le fruit est une petite cerise de 1 cm de diamètre.

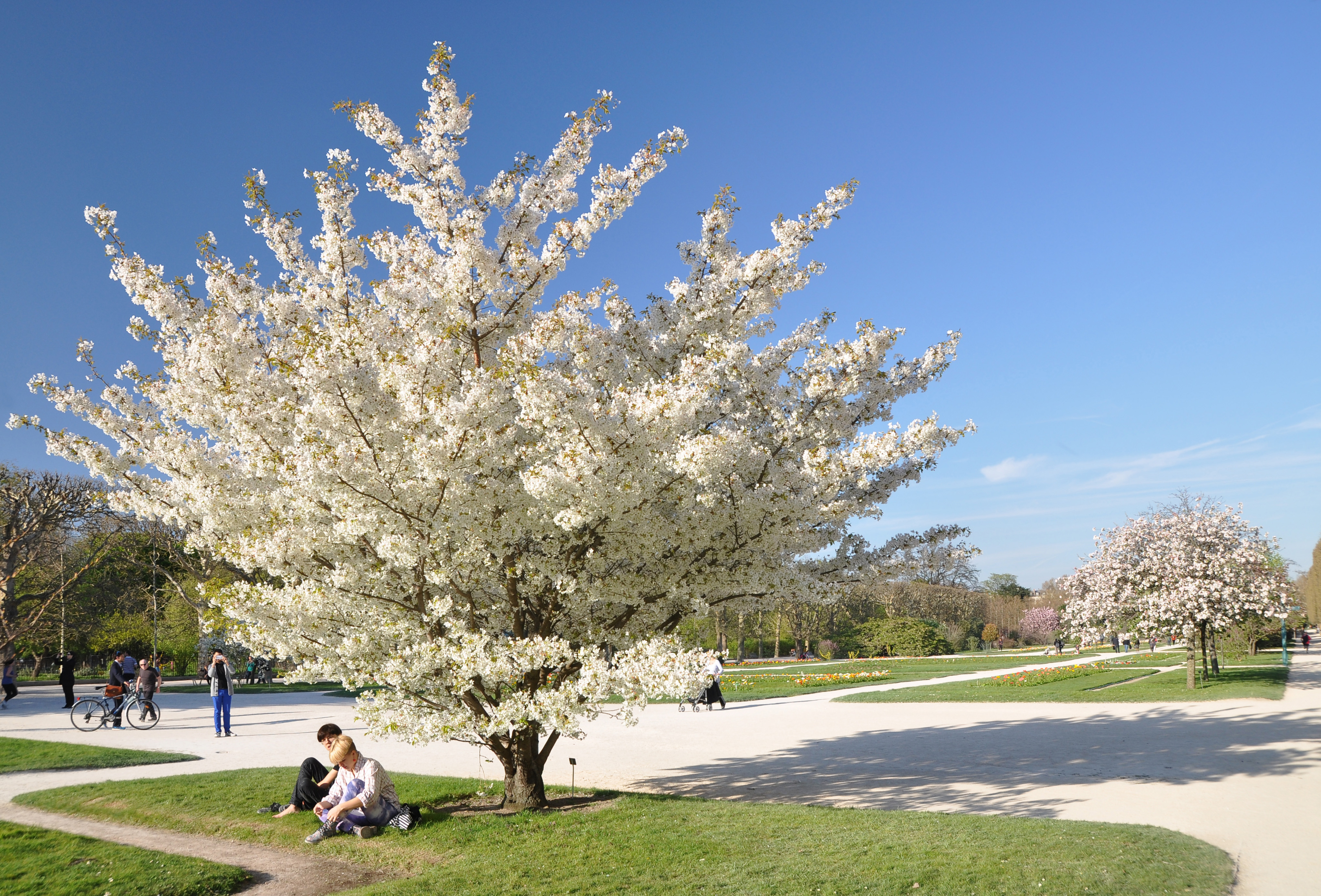
Prunus speciosa dans le Jardin des Plantes de Paris en avril 2013.
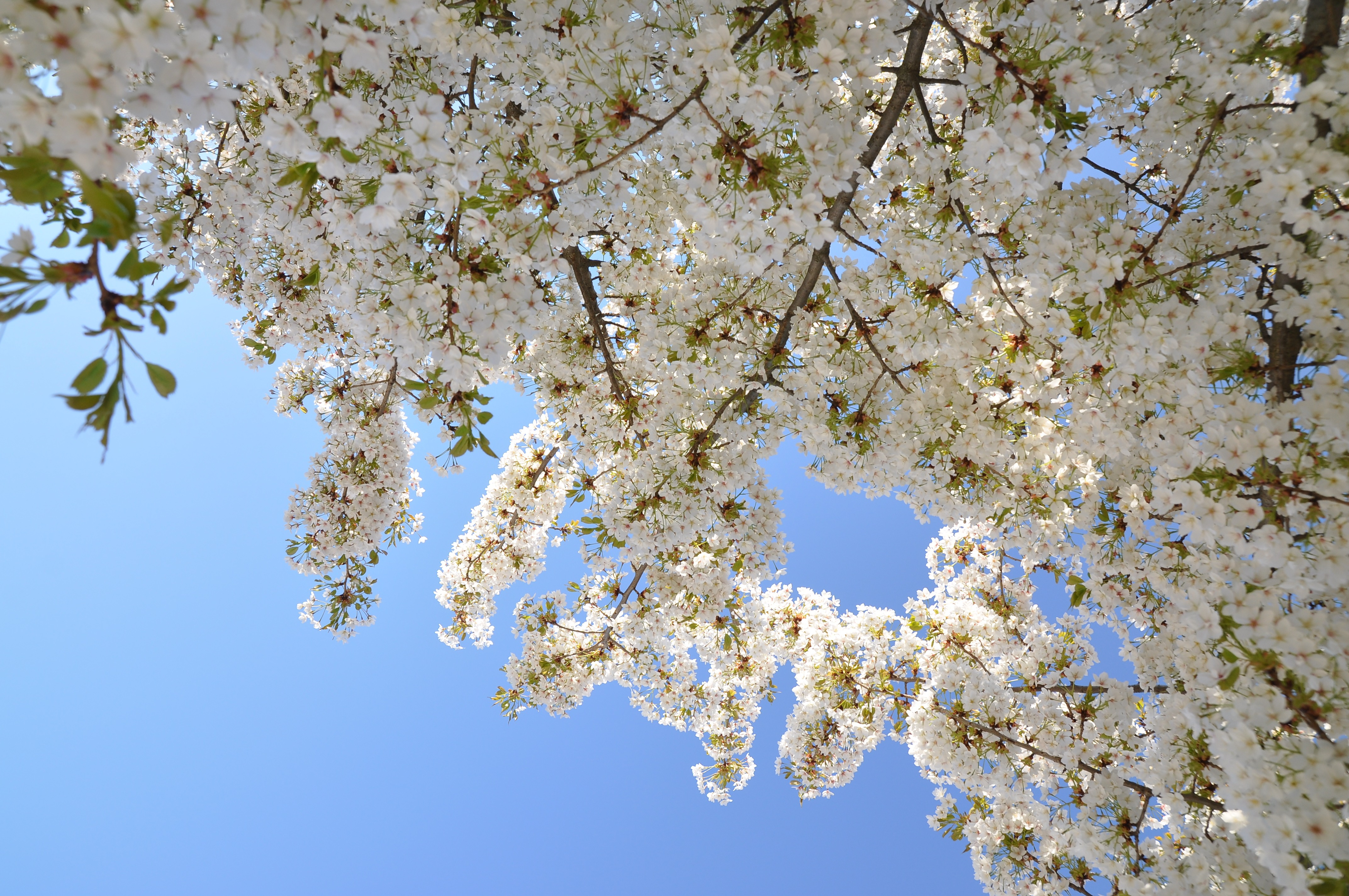
Prunus speciosa dans le Jardin des Plantes de Paris en avril 2013.
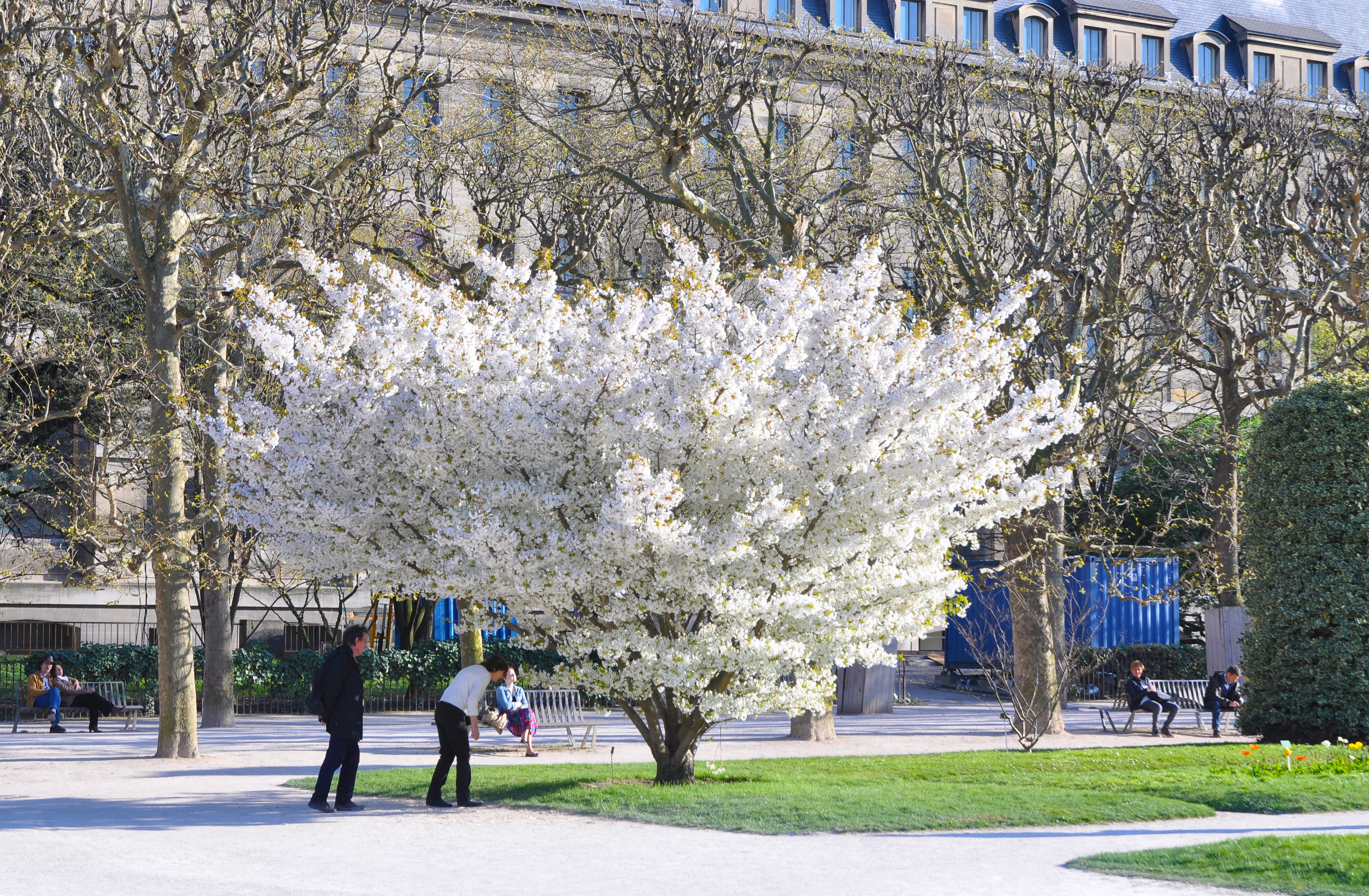
Prunus speciosa dans le Jardin des Plantes de Paris en avril 2013.

## Culture
Comme tous les cerisiers, il préfère le plein soleil et un sol bien drainé.
Un arbre d'environ 800 ans, au tronc de 8 mètres de circonférence, sur l'île Izu Ōshima, témoigne de sa longévité.
Cet arbuste ornemental est cultivé un peu partout sur l'hémisphère nord.

## Sakura et Hanami
Les Japonais célèbrent la floraison des cerisiers à fleurs (sakura) lors de manifestations appelées Hanami.